# Heterarmia eucosma
Heterarmia eucosma är en fjärilsart som beskrevs av Eugen Wehrli 1941. Heterarmia eucosma ingår i släktet Heterarmia och familjen mätare. Inga underarter finns listade i Catalogue of Life.